# Козлов, Пётр Сергеевич
Пётр Сергеевич Козло́в — полковник, участник Финской и Великой Отечественной войны, командир 17-й стрелковой дивизии второго формирования.
За отступление без приказа был приговорен к расстрелу по требованию Г. К. Жукова, бежал из-под конвоя и сдался в плен; на допросе выражал готовность сотрудничать с нацистами. 21 июля 1943 года приказом ГУК НКО № 0627 Козлов П. С. исключён из списков РККА с формулировкой «пропал без вести». В 1943 году казнён в концентрационном лагере Флоссенбюрг (Бавария).

## Биография
Родился 22 сентября (5 октября) 1905 года в Могилёвской губернии (современная Белоруссия, Климовичский район), Российская империя.
В Красной Армии с 1926 года. С 1928-го — член ВКП (б).Участвовал в должности командира полка 4 сд в Финской войне, награждён орденом Красного Знамени.
Окончил Военную академию имени Фрунзе (1938 год), Военно-воздушную академию в Монино (1941 год). Был инструктором парашютного спорта, владел немецким языком, как записано в личном деле, на уровне слушателя военной Академии: «читает, пишет и переводит со словарём».
Вскоре после начала Великой Отечественной войны, 2 июля 1941 года, возглавил 17-ю Московскую стрелковую дивизию народного ополчения, направленную на сооружение Можайской линии обороны, в район юго-восточнее Детчино (штаб в деревне Кобылино).
2 августа 1941 г. 17-я МСДНО передислоцирована в район города Спас-Деменска.
19 сентября 1941 года дивизия была преобразована в кадровую с сохранением прежнего номера. С 3 по 5 октября 1941 года ведёт бои в районе города Спас-Деменск, несёт большие невосполнимые потери, попадает в окружение. Дивизия выходила из кольца малыми разрозненными группами, полковник П. С. Козлов и часть старших командиров штаба 33 армии были записаны в донесениях как «без вести пропавшие». Остатки 17-й сд с 10 октября 1941 г. направлялись на переформирование, которое штабом фронта было поручено полковнику М.П Сафиру.
14.10.1941 Козлов с остатками дивизии вышел к селу Вороново и согласно распоряжению Военного Совета 33 А и комбрига Д. П. Онуприенко 17 октября 1941 г. принимает командование дивизией.
17 октября в районе переформирования 17 сд в составе 43 армии получила задачу организовать оборону по линии Высокиничи-Чёрная Грязь — Белоусово. После боёв 18-20 октября 1941 г., под натиском противника остатки дивизии 21.10.1941 г. отошли к р. Нара.
22.10.1941 г. из штаба Западного фронта командующему 43-й Армией генералу Голубеву приходит распоряжение:
«2. На 17 сд немедленно послать Селезнёва, командира 17 сд немедленно арестовать и расстрелять перед строем» за отход дивизии с рубежа без приказа командарма..
Генерал Голубев докладывал:

Генералу армии Жукову. 31.10.41. 23.40. Докладываю о преступном факте. Сегодня на месте установил, что бывший командир 17 стрелковой дивизии Козлов не был расстрелян перед строем, а бежал. Обстоятельства дела таковы. Получив Ваш приказ арестовать и расстрелять командира 17 сд перед строем, я поручил это выполнить выезжавшим в дивизию члену Военного совета Серюкову и генерал-лейтенанту Акимову. По непонятным причинам они этого не сделали и направили командира дивизии ко мне. Я под конвоем, организованным начальником Особого отдела армии, отправил его обратно с категорическим указанием, что приказ командарма должен быть выполнен. Мне доложили, что он был расстрелян, а сегодня я узнал, что не расстрелян, а бежал от конвоя. Назначаю следствие. Голубев".

В период нахождения в плену командир 17 сд П. С. Козлов прошёл регистрацию в шталаге 367 (Ченстохова), в ноябре 1942 г. отправлен на принудительные работы в Нюрнберге, а затем 4 декабря 1942 года перемещён в лагерь для военнопленных офицеров, «офлаг» 62 (XIII D) в Хаммельбурге. На допросе при пленении говорил: "«До сих пор я был солдатом: и хотя я являюсь членом партии, я плохо разбираюсь в политике, так как раньше я о ней не думал. Поэтому я должен начать всё сначала. Мне рассказали кое-что о фюрере и его программе. Я одобряю эти рассуждения. Здесь всё совершенно по-другому. Я это вижу уже по обращению со мной. Я не могу ничего не делать и сидеть без работы. Если меня здесь можно использовать, я согласен на всё. Я также не думаю вовсе о больших делах, готов начать с малого».
В декабре 1942 года был вместе с рядом офицеров передан в гестапо из рабочих команд как «политически неблагонадёжный» во время акции по выявлению «нежелательных элементов». После заключения в тюрьме гестапо г. Нюрнберг, 05 января 1943 г. в числе группы из десяти военнопленных командиров и политработников отправлен в концентрационный лагерь Флоссенбюрг. Полковник Козлов Пётр Сергеевич казнён 5 января 1943 года в концлагере Флоссенбюрг.
Советские органы госбезопасности не доверяли сведениям о казни и подозревали, что Козлов работал в Варшавской и Полтавской разведшколах под псевдонимом «Быков», однако эти данные долгое время не находили подтверждения.

## Кампания по реабилитации
В 2005 г. Советом ветеранов 17 сд (IIф) и Государственным музеем обороны г. Москвы была инициирована кампания по реабилитации командира дивизии. Долгое время предполагалось, что в октябре 1941 г. он был расстрелян. Решением Главной военной прокуратуры от 05.10.2005 г. полковник П. С. Козлов реабилитирован «как репрессированный 22.10.1941 г. по политическим мотивам во внесудебном порядке». Однако. В 2009 г., в связи с "вновь открывшимися обстоятельствами: « дополнительной проверкой установлено, что Козлов П. С. в указанное время расстрелян не был, поскольку бежал из-под стражи и был пленен врагом…. Это свидетельствует о том, что П. С. Козлов не подвергался репрессиям, поэтому действие Закона РФ от 18.10.1991 г. № 1761-1 „О реабилитации жертв политических репрессий“ на него не распространяется». На основании чего 18.06.2009 г. заключение о реабилитации полковника П. С. Козлова в установленном порядке отменено. В январе 2021 года родственниками и потомками инициирован иск о защите чести и достоинства полковника П. С. Козлова, где ответчиками выступают публицисты Г. Я. Грин и В. А. Чернов, авторы книги «Октябрь 1941. Детчинский сектор Малоярославецкого укрепрайона». Иск был возвращен как «неподсудный данному суду».

## Семья
Жена — Валентина Андреевна Соловьёва-Козлова, после эвакуации проживала в Ивантеевском районе. Неоднократно пыталась найти сведения о судьбе мужа.

## Воинские звания
- 1935 — капитан
- 1937 — майор
- 1940 — полковник